# ジャンヌ・ド・シャンタル
ジャンヌ・フランソワーズ・ド・シャンタル（仏: Jeanne Françoise de Chantal, 1572年1月23日 - 1641年12月13日）は、カトリック教会の修道女・聖人。聖母訪問会創立者。フランスの貴族で作家のセヴィニエ侯爵夫人は孫に当たる。

## 来歴
フランスのブルゴーニュ地方、ディジョンの貴族の家に生まれる。敬虔なカトリック信者として育ち、幼少のころから修道女への召命を感じていたが、両親の縁談に応じ、1592年にクリストフ・ド・ラビュタンという貴族の男性と結婚。子宝に恵まれ、夫婦生活は良好であったが、夫は不慮の事故で死去。未亡人となったがその悲しみを乗り越え、ジュネーヴの司教であるフランシスコ・サレジオと摂理的な出会いをし、1610年、彼とともに『聖母訪問会』という女子修道会をサヴォワ地方（現、フランス・サヴォワ県）のアヌシーで創立した。以後、修道女としての道を歩んだ。
1641年、自分が設立したムーランの修道院で死去した。1757年に列福され、1768年、教皇クレメンス13世によって列聖された。